# Połączenie konglomeratowe
Połączenie konglomeratowe dotyczy fuzji lub przejęcia przedsiębiorstw, które są często strategicznymi partnerami, działającymi często w różnych branżach produkcyjnych i usługowych oraz obsługujące odmienne rynki. Fuzja lub przejęcie konglomeratowe polega na wchłonięciu kolejnego przedsiębiorstwa w celu osiągnięcia korzyści finansowych. Jest realizowane poprzez dywersyfikację działalności i produkcji. Główne motywy to zysk i wzrost przedsiębiorstwa. 
W taki sposób powstaje konglomerat, który łączy w sobie dużą różnorodność działalności wraz z rozbudowaną strukturą organizacyjną. Konglomerat może składać się z przedsiębiorstw, które wytwarzają na przykład produkty włókiennicze, dystrybuują napoje oraz świadczą usługi na rynku medycznym. Np. DuPont lub Sara Lee.
Przedsiębiorstwa po połączeniu zachowują dużą autonomię w zarządzaniu i działalności. 
Zawierają one cechy połączeń poziomych, pionowych oraz koncentrycznych. Połączenie konglomeratowe stanowi egzogeniczny - zewnętrzny rozwój przedsiębiorstwa. 
O możliwościach przeprowadzenia połączeń konglomeratowych decyduje potencjał finansowy przedsiębiorstw, co oznacza możliwość wykorzystania zasobów kapitałowych jednego przedsiębiorstwa przez drugie. Ewentualne istnienie powiązań pomiędzy łączącymi się przedsiębiorstwami stanowi jedynie dodatkowy atut tej transakcji.  
Przejęcie i fuzja konglomeratowe stanowią narzędzie do powstawania konglomeratów:
- finansowych (kapitałowych),
- zarządzających (organizacyjnych).

Konglomeraty finansowe (kapitałowe) są dominującymi połączeniami konglomeratowymi i polegają na wykorzystaniu zasobów kapitałowych jednego przedsiębiorstwa na potrzeby finansowania działalności drugiego. Kryteria redukcji i kontroli kosztów oraz powiększenie rynku ma znaczenie drugoplanowe. 
Konglomeraty zarządzające (organizacyjne) oprócz określania strategii nabytego przedsiębiorstwa, koordynują działania operacyjne, mając tym samym bezpośredni wpływ na tworzenie wartości dodanej przedsiębiorstwa.